# Jacob Butterfield
Jacob Butterfield (ur. 10 czerwca 1990 w Bradford) – angielski pomocnik występujący w Derby County.